# 人工知能と法
人工知能と法(Artificial Intelligence and Law, AI and Law) とは、主として人工知能技術を法情報学の問題へと応用し、あるいはこれらの問題について独自の研究をする人工知能研究の一部門である。この分野における研究成果は必ずしも法的な問題にとどまるものではなく、法的問題の文脈で開発されてきた技術および道具立てを人工知能一般へと還元するという仕方で人工知能研究へと寄与してきた。例えば、法的意思決定の理論、特に議論のモデルは、知識表現と推論の研究に貢献してきた。また、規範に基づく社会の組織化のモデルは、マルチエージェントシステムの研究に貢献してきた。あるいは、法的事例についての推論は事例ベース推論の研究に貢献してきた。そして、大規模な文章データの保存および検索の必要は、概念情報検索と知識データベースの研究へと結実した。

## 歴史
人工知能と法において重要になるであろう概念はLoevinger、Allen、そして Mehlによって先取りされていたのだが、人工知能技術の法への応用についての最初の真剣な提案は、通常、BuchananとHeadrickによるものだとされる。この時期からの初期の研究には、Thorne McCartyの手による有名なアメリカのTAXMANプロジェクトや、Ronald Stamperの手によるイギリスのLEGOLプロジェクトがある。前者はアメリカの税法の判例(Eisner v Macomber)における多数派と少数派の議論のモデル化についてのものであり、それに対して後者は組織を統治するルールおよび規制の形式モデルを提供しようとしたものであった。1980年台初頭の到達点としては、Carole Hafnerの概念検索についての研究 、Anne Gardnerの契約法についての研究 、Risslandの法的仮説についての研究 、そしてインペリアル・カレッジ・ロンドンにおける実行可能な法令の形式化についての研究が存在する。
初期の学者の集まりには、スウォンジーにおける単発の会議や、IDGによってフローレンスで開催された一連の学会、そしてCharles Walterによってヒューストン大学において1984年から1985年にかけて開催されたワークショップがある。 1987年には、隔年開催の学会である、the International Conference on AI and Law(ICAIL)が設立された。 この学会は、人工知能と法についての考えを発表し、あるいは発展させるための主要な場と目されるようになり、the International Association for Artificial Intelligence and Law (IAAIL)の創設へとつながった。以後のICAILの開催および招集はIAAILによりなされることになる。 これはさらに、the Artificial Intelligence and Law Journalの創刊へとつながり、1992年にはその第一号が発行された。  ヨーロッパにおいては、毎年開催の学会JURIX(法的知識ベースシステムのための団体Jurixによって開催される)が1988年から始まった。最初は、オランダ語話者(例えばオランダやフレミッシュ）を集める目的であったが、JURIXはすぐに国際的な、主としてヨーロッパの、学会へと発展し、2002年からは正式にオランダ語話者の国の外でも開催されるようになった。 2007年からは日本においても、人工知能学会の下で、JURISINというワークショップが開催されている。

## 人工知能と法のトピック
今日では、人工知能と法は以下に掲げるような広い範囲のトピックを包含している。
- 法的推論の形式モデル
- 議論と意思決定の計算モデル
- 証拠に基づく推論の計算モデル
- マルチエージェントシステムにおける法的推論
- 法令の実行可能なモデル
- 法的文書の分類および要約の自動化
- 法的データベースおよび法的文書からの自動情報抽出
- e-discoveryや他の法的アプリケーションのための機械学習およびデータマイニング
- 概念的あるいはモデルベースの法的情報探索

### 法的推論の形式モデル
法的文書および法的推論の形式モデルは、人工知能と法の領域においては、問題の分類、より厳密な理解、そして実装のための基礎を与えるために用いられてきた。様々な形式化手法が用いられてきたが、その中には、命題・述語論理の計算、義務・時相・非単調の各種論理、そして状態遷移図などの手法が含まれる。 PrakkenとSartor は、人工知能と法の分野において論理と議論を用いることについての、詳細で信頼のおけるレヴューを著しており、そこには素晴らしい参考文献がそろっている。
形式モデルの重要な役割は、曖昧性の除去である。実際のところ、法律は曖昧性にあふれている。これは何故かといえば、法律は自然言語で書かれており、ブラケットが存在せず、そのために「かつ」や「又は」のような連結語のスコープが明確ではない（法律の起草者はこの点についての数学的なしきたりを守らない）ためである。「〜しない限り」もまたいくつかの解釈を許容する。そして、法律起草者は「〜である場合、かつその場合に限る」などと書くことは絶対にない。彼らが「〜である場合」という言葉で言おうとしていることがこ大抵の場合この意味であるにもかかわらず、である。おそらく最初の、人工知能と法の領域における法のモデル化のための論理の使用において、Layman Allenは、命題論理を用いることでそのような構文論上の曖昧性を解決すべきことを一連の論文において提唱した。
1970年台後半から1980年を通じて、法令の実行可能なモデルの製造を含む人工知能と法研究において大きな停滞があった。Ronald StamperによるLEGOL研究の着想は、形式言語を用いて法令を表現し、この形式表現（典型的には特定の事件の事実を集めるある種のユーザーインターフェースを用いて）をエキスパートシステムの基礎として用いようというものであった。 この考えは、主として一階述語計算のホーン節サブセットを用いることでポピュラーなものになった。 とりわけ、Sergotらによるイギリス国籍法の表現 は、このアプローチをとても広く普及させた。 もっとも実際のところ、後の研究が示したとおり、これは他の法令とは異なって、このアプローチに適した法令だったのである。すなわち、イギリス国籍法は新しい法で、それ故まだ修正は存在せず、比較的シンプルで概念のほとんどがテクニカルなものではなかったのである。 Supplementary Benefitsの研究などの後の研究によって、巨大かつより複雑(すなわち、多くの相互参照や例外、反事実的条件文、あるいはみなし規定を含んでいる)で、多くの高度にテクニカルな概念(例えばcontribution conditionなど)を含んでおり、かつ、多くの修正の対象となってきたような法令は、ずっと不十分な最終システムを生み出すということが明らかになった。 事態を改善する、特に相互参照や検証、あるいは頻繁な改正などのような問題を制御するための努力がソフトウェア工学の観点からいくらか試みられた。 第一の問題を解決するために階層的表現の利用 が、そして他の２つの問題を解決するためにいわゆる「同型」 表現が提案された。 1990年台の発展に伴い、この研究の頓挫は、おおむね領域概念化の形式表現の開発(いわゆるオントロジー)という、Gruberの研究以降人工知能の研究において一般的なものとなったものへと吸収された。 人工知能と法の領域における初期の実例としては、Valenteによる関数オントロジーや、Visserとvan Kralingenによるフレームベースオントロジーなどがある。 以来、法的オントロジーは人工知能と法学会における定例のワークショップとなり、包括的でトップレベルかつ中核的なオントロジーから特定の法令を対象とした特別のモデルに及ぶまで多くの例が存在する。
法が規範の集合体であることを考えれば、義務論理が法令のモデルにとっての形式的基礎として用いることが試みられてきたことは驚くことではない。 しかし、義務論理はエキスパートシステムの基礎としてはあまり広く採用されては来なかった。これはもしかすると、エキスパートシステムが法の強制をするものであるのに対して、義務論理の関心は規範違反を考える必要があるときに限定されていったためかもしれない。 法の領域における方向づけられた義務、すなわち他の特定の個人に対する義務は特に興味深いものだ。というのも、その種の義務の違反は、しばしば訴訟の基礎をなすからである。 義務論理とAction Logicとを組み合わせることで規範的態度を探究しようという興味深い研究も存在する。
マルチエージェントシステムの文脈においては、状態遷移図を用いた規範のモデル化がなされてきた。 しばしば、特に電子的機関の文脈においては 、そのように表現された規範は厳格に管理されている(例えば、違反することができないようになっている)が、現実の規範をより忠実に反映するために、他の体系においては違反もまた取り扱われる。 このアプローチの良い実例としては、Modgilらのものがあげられる。
法は、たとえば期間や期限のように、内容において、あるいは、たとえば始期のように法それ自身において、時間についての問題にしばしば関係する。これらの時相論理をモデル化するために、 事象計算(Event Calculus)や、排除可能な時相論理(Defeasible Temporal Logic)のような時相論理を用いる試みがなされてきた。
法のモデル化に論理を用いるという考察のいずれにおいても、すべての法体系が持つ不服申立ての権利によって示されるとおり、法は本質的に非単調的なものであって、かつ法解釈の手法は時代によって変化するのだ、ということを念頭に置く必要がある。 加えて、法律の起草においては例外が大量にあり、そして法の適用において先例は従われるだけでなく覆滅されるものでもある。 論理プログラミングによるアプローチにおいては、失敗による否定がしばしば非単調性を取り扱うために用いられてきたが、Defeasible Logicような特殊の非単調論理もまた用いられてきた。しかし、抽象的議論フレームワークの発表以降、これらの問題は、非単調論理の利用によってではなく、議論の理論によって取り扱われるようになっている。